# If... (DA PUMPの曲)
『if…』（イフ）は、DA PUMPの12枚目のシングル。2000年9月27日発売。

## 解説
- 自身最大のヒット・シングル。また、『U.S.A.』と共にグループの代表曲の一曲であり[1]、テレビ等で頻繁に歌唱される楽曲である。カラオケにおいても、JOYSOUNDの2001年実績で年間3位[2]となった。
- 売上枚数34万8500枚。
- ベスト・アルバム『Da Best of Da Pump』でアルバム初収録。同アルバムはミリオンセラーを記録した。オリジナル・アルバムには4thアルバム『THE NEXT EXIT』にアルバムバージョンとして再録された。

- この楽曲からラップパートは主にKENが単独で披露するようになる。
- PVは千葉県市原市米原で撮影された。
- 2000年9月30日『COUNT DOWN TV』に出演。
- 2000年10月1日『ポップジャム』に出演。
- 2000年12月3日『MUSIX!』に出演。
- 2000年12月25日『HEY!HEY!HEY! MUSIC CHAMP』に出演。
- 2018年11月2日『ミュージックステーション』に出演。
- 2020年11月14日『歌える!J-POP黄金のヒットパレード決定版!#2』にISSAと楽曲提供したm.c.A・Tが出演。

## カバー
- 2003年に韓国の男性アイドルグループ「悪童クラブ」が韓国語でカバーしている。
- 2014年にはTofubeatsが行ったライブのシークレット・ゲストとしてm.c.A・Tが参加し、自身が作詞作曲した「if…」をセルフカバーした。
- 2019年、ダンス＆ボーカルグループRe:Complexがカバーしている。
- 2019年、PRODUCE101 JAPAN内のグループバトルで男性グループがカバーした。
- 2019年2月16日、浦田直也がオリジナル歌手のISSAをゲストとして招き、自身のソロライブツアー「urata naoya LIVE TOUR 2018-2019 -unbreakable-」中野サンプラザ千秋楽公演でカバー歌唱した。
- 2022年12月18日、M-1グランプリ2022の決勝戦においてヨネダ2000がネタの一部で歌唱し、話題となった。

## 収録曲
| 全作曲・編曲: 富樫明生。 |                                                           |               |            |      |
| #                        | タイトル                                                  | 作詞          | 作曲・編曲 | 時間 |
| 1.                       | 「if…」                                                   | m.c.A・T      | 富樫明生   | 3:38 |
| 2.                       | 「Chocochip Cookie & Black Coffee」                       | m.c.A・T      | 富樫明生   | 3:47 |
| 3.                       | 「Missin’ You」                                           | ISSA/m.c.A・T | 富樫明生   | 4:11 |
| 4.                       | 「if…」(オリジナル・カラオケ)                             |               | 富樫明生   | 3:38 |
| 5.                       | 「Chocochip Cookie & Black Coffee」(オリジナル・カラオケ) |               | 富樫明生   | 3:48 |
| 6.                       | 「Missin’ You」(オリジナル・カラオケ)                     |               | 富樫明生   | 4:12 |
| 合計時間:                | 合計時間:                                                 | 合計時間:     | 23:14      |      |

## 収録アルバム
- Da Best of Da Pump (#1)
- the NEXT EXIT (#1、Album Version)
- THANX!!!!!!! Neo Best of DA PUMP (#1、新録)
- 平成ヒット avex (#1、上記アルバムによる新録シングルバージョン)

## タイアップ
- シャープ「Mebius」CMソング（DA PUMP出演）（#2）
- 幸楽苑「㐂伝（きでん）らーめん復活編」CMソング